# Mt. Olympus Water & Theme Park

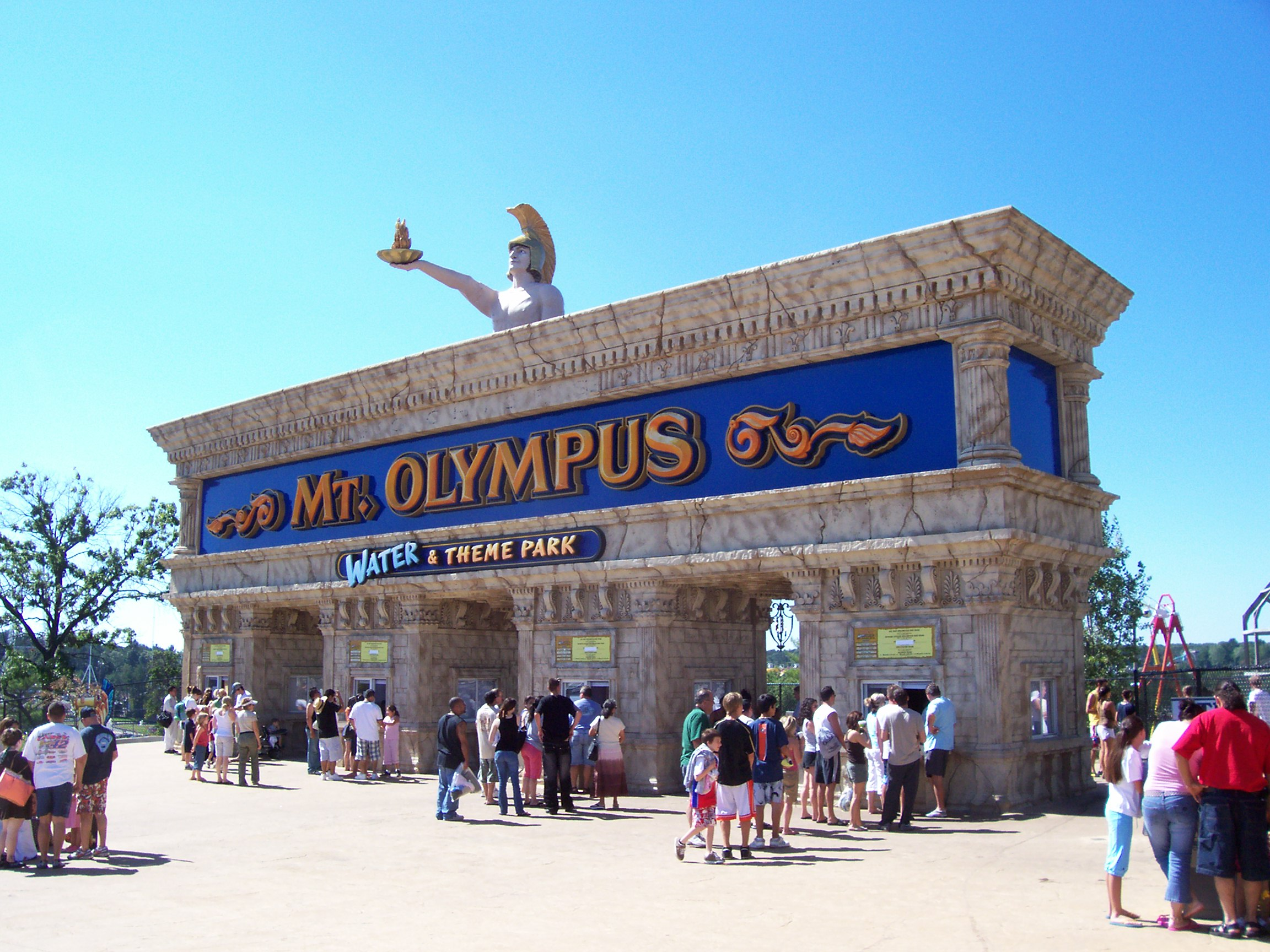
Entrée du parc

Mt. Olympus Water & Theme Park est un complexe de loisirs situé à Wisconsin Dells, dans le Wisconsin, aux États-Unis. Le domaine comprend un parc à thème, un parc aquatique et un hôtel.

## Histoire
En 2004, le propriétaire du parc Big Chief Carts and Coasters, Nick Laskaris décide d'étoffer son parc et par la même occasion de changer son nom pour le baptiser Mt. Olympus Theme Park. Le parc prend alors sa thématique gréco-romaine.

## Le parc d'attractions
Le parc est divisé en quatre zones thématiques :
- Zeus' Playground - Parc d'attractions
- Neptune's Water Kingdom - Parc aquatique
- The Parthenon - Parc d'attractions intérieur
- Medusa - Parc aquatique intérieur

### Montagnes russes

#### En fonctionnement
| Nom           | Type         | Constructeur                  | Année |
| ------------- | ------------ | ----------------------------- | ----- |
| Cyclops       | Bois         | Custom Coasters International | 1995  |
| Hades 360     | Hybrides     | The Gravity Group             | 2005  |
| Little Titans | Métal junior | Miler Coaster, Inc.           | 2000  |
| Pegasus       | Bois         | Custom Coasters International | 1996  |
| Zeus          | Bois         | Custom Coasters International | 1997  |

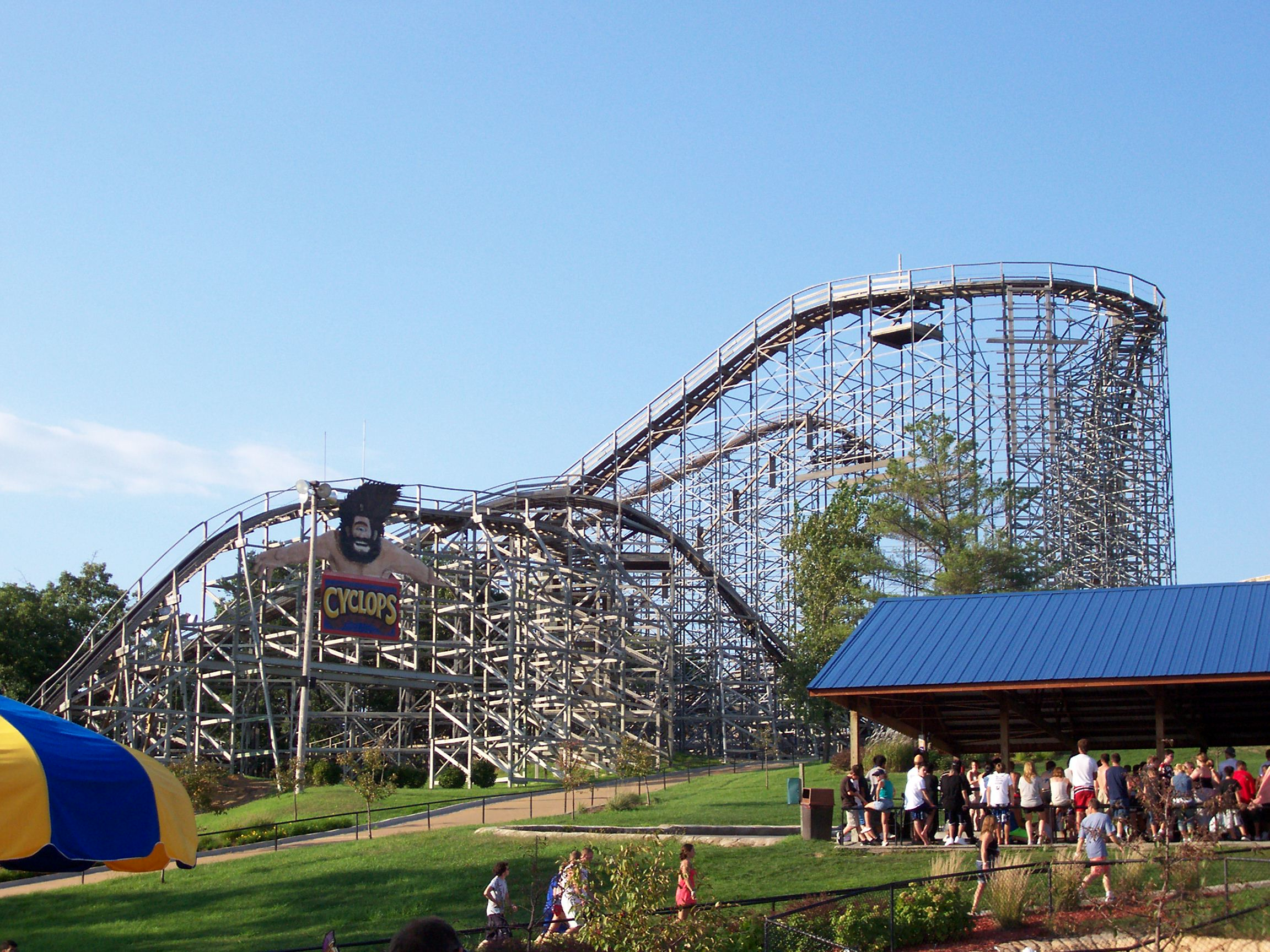
Cyclops
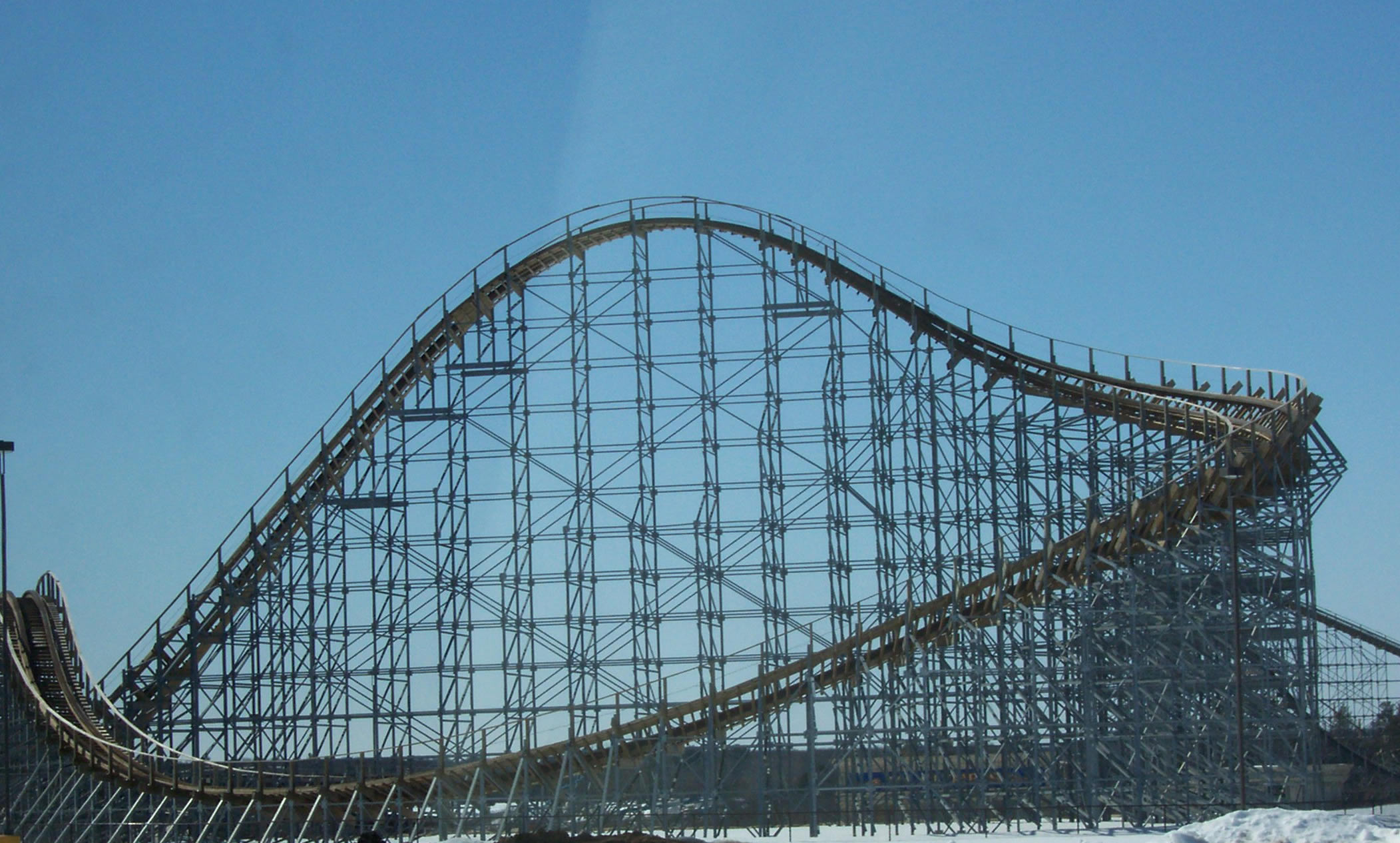
Hades 360
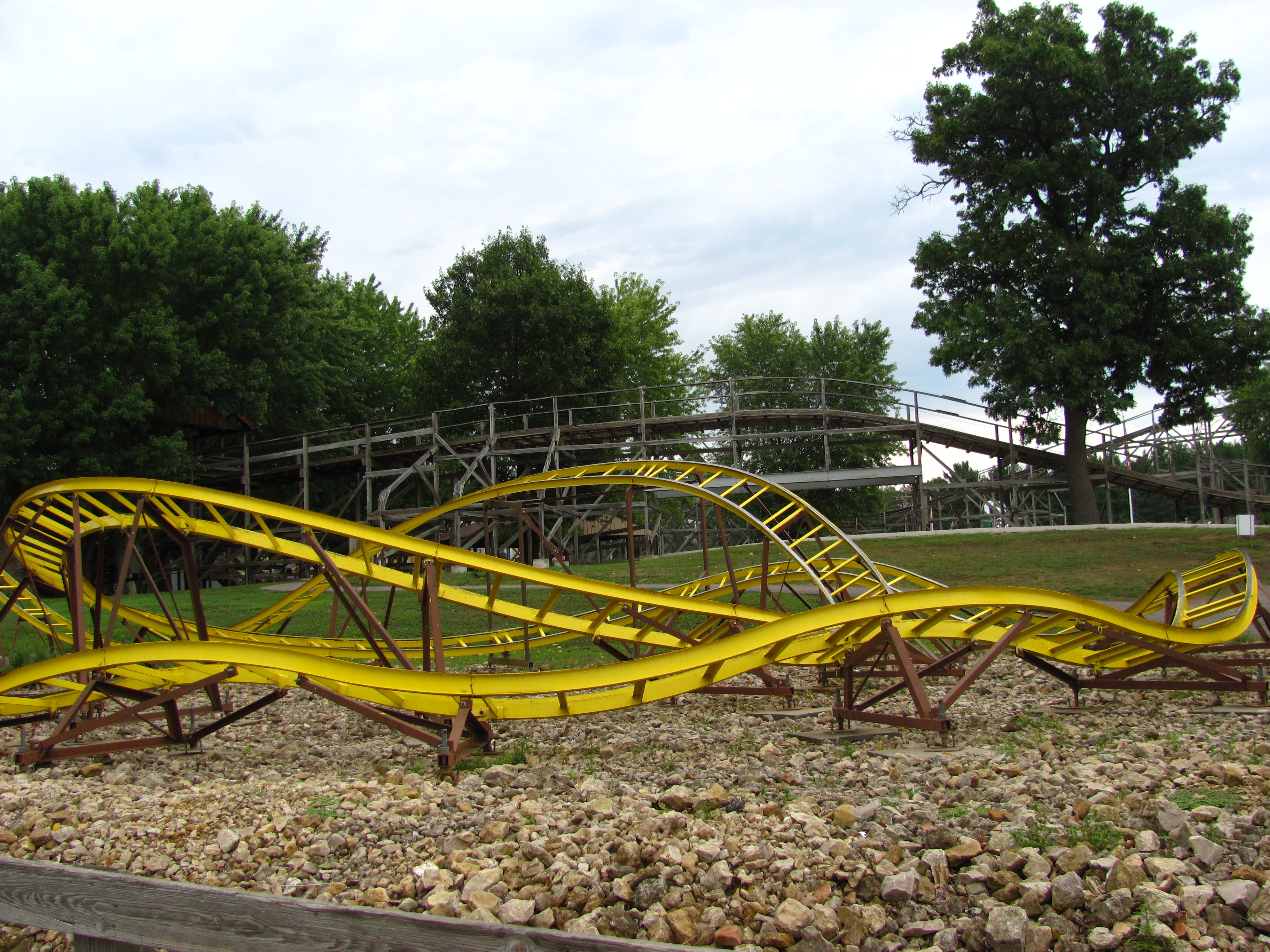
Little Titans
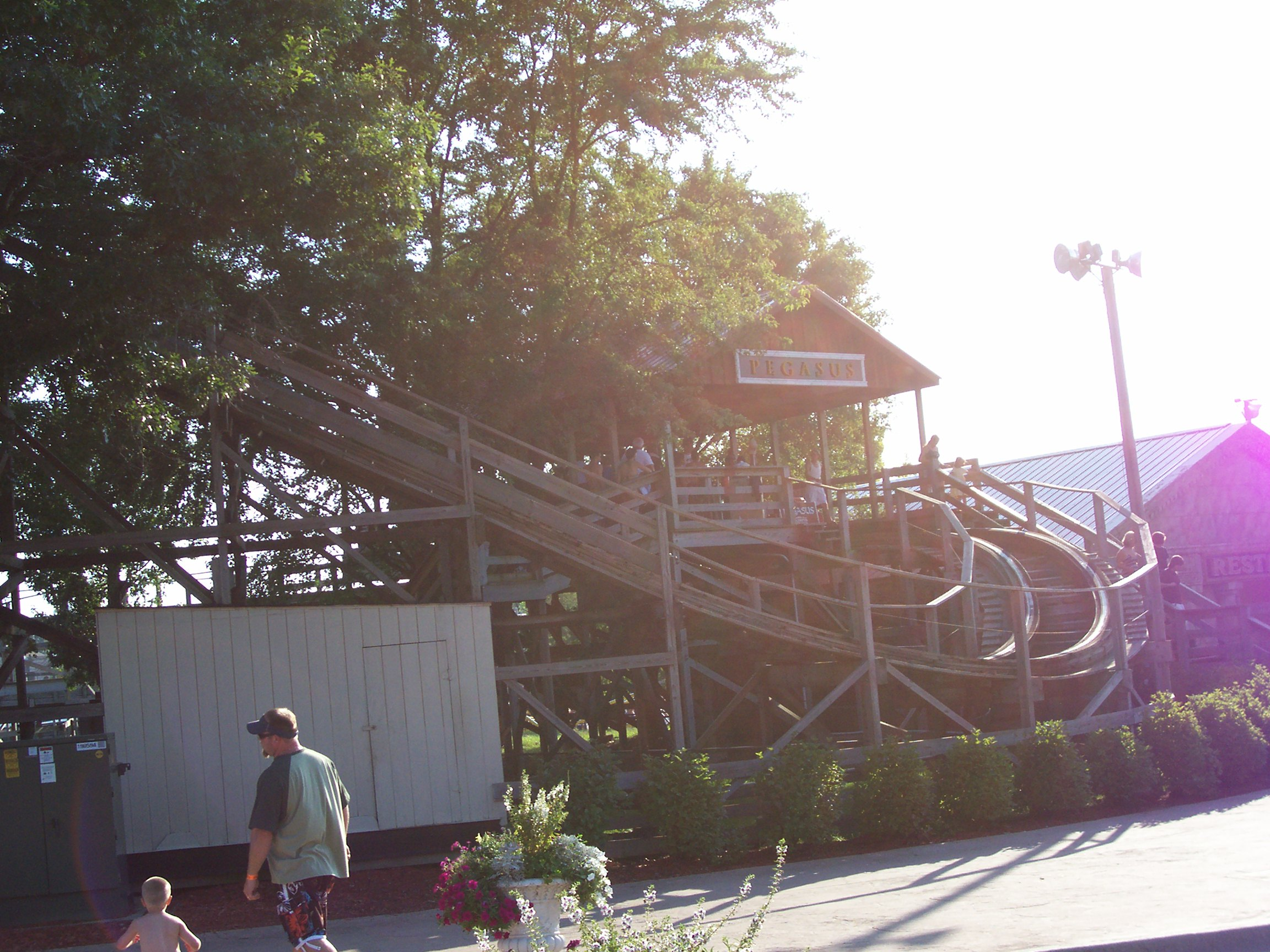
Pegasus
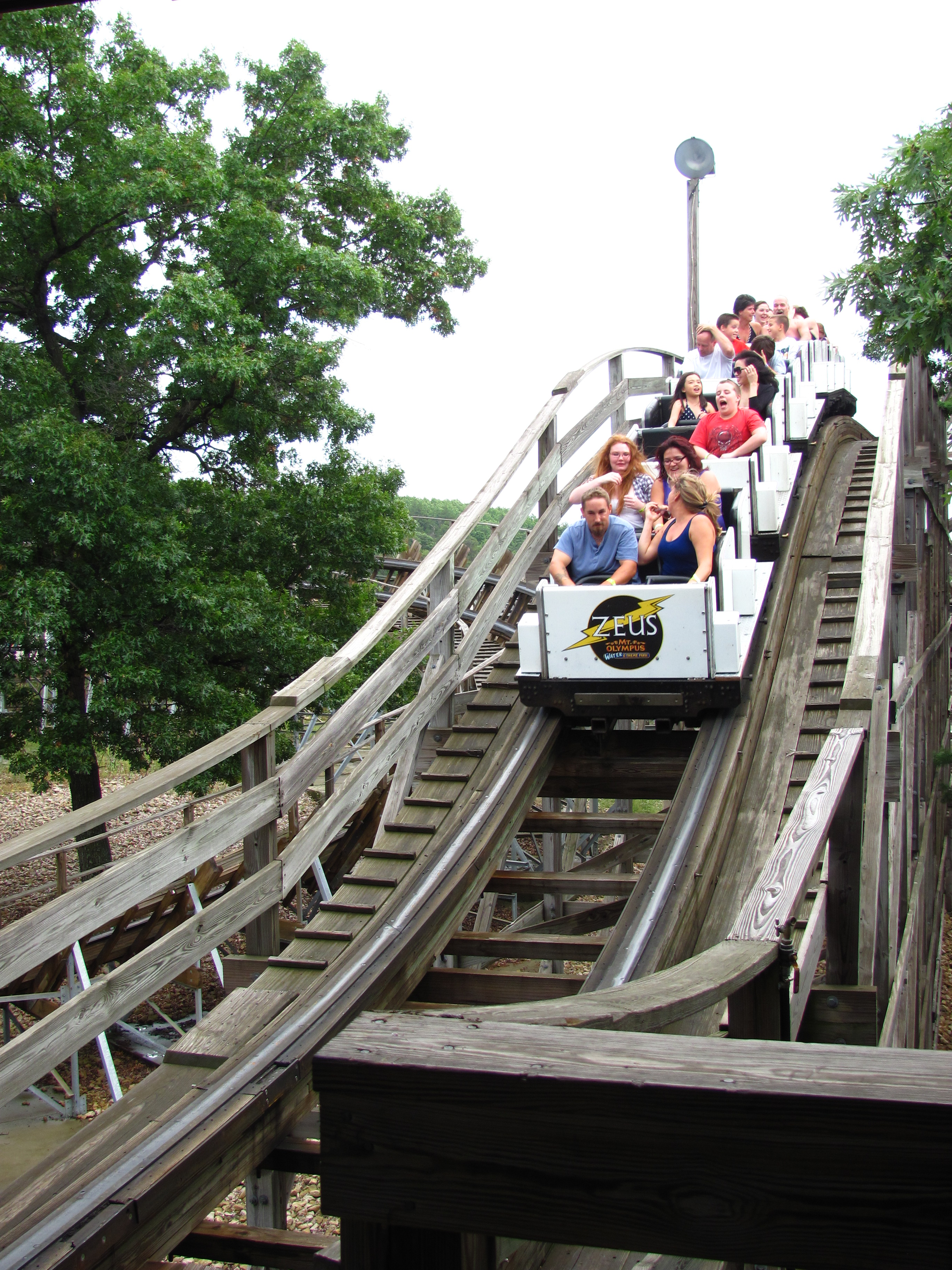
Zeus

#### Disparues
| Nom              | Type       | Constructeur        | Ouverture | Fermeture |
| ---------------- | ---------- | ------------------- | --------- | --------- |
| Dive to Atlantis | Aquatiques | Miler Coaster, Inc. | 2004      | 2007      |
| Opa              | Wild Mouse | Zamperla            | 2006      | 2014      |

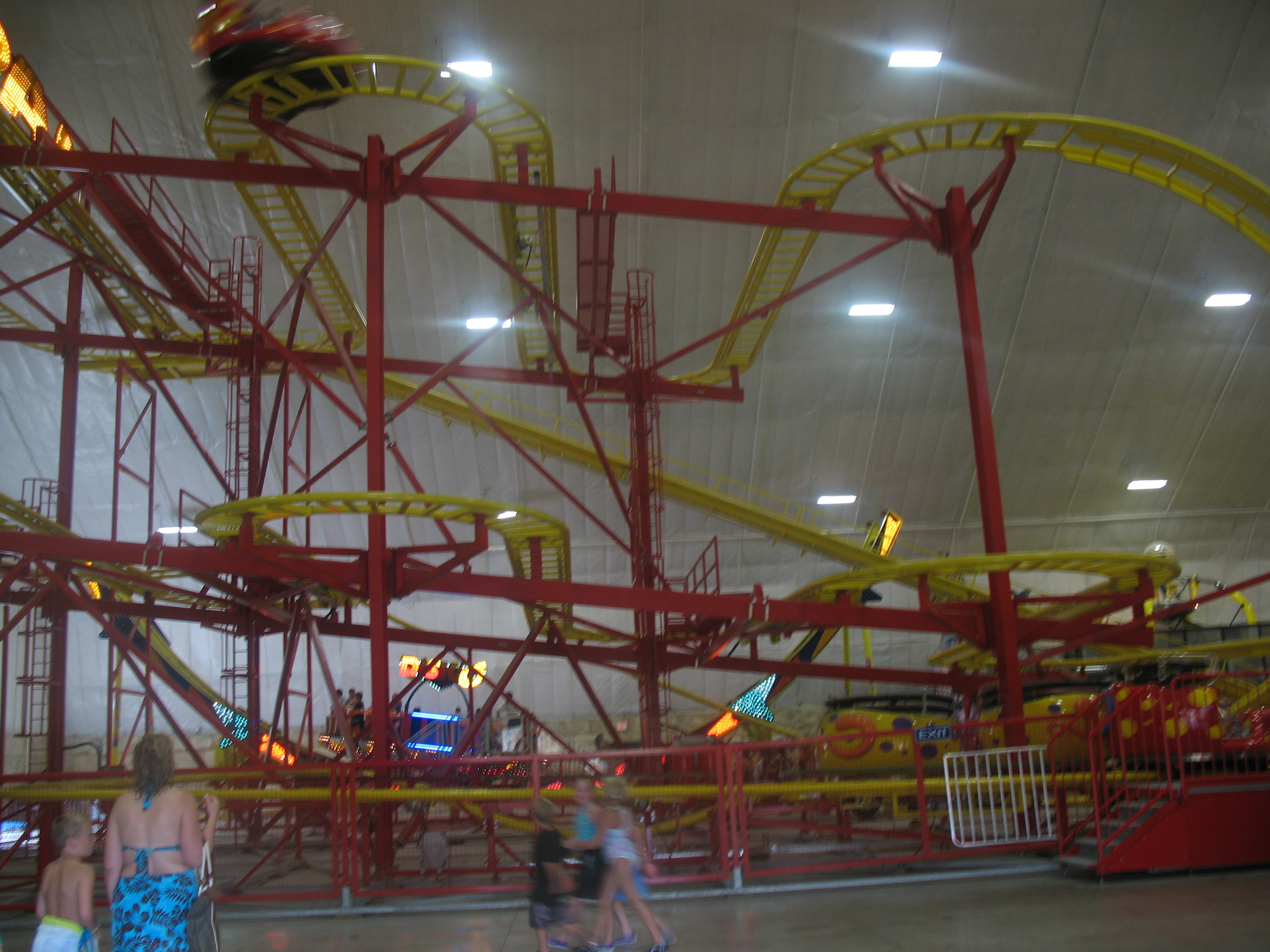
Opa

### Parcours de Karting
- Helio Track
- Hermes' Turbo Track
- Intermediate Go Kart Track
- Medusa's Drop
- Orius
- Poseidon
- Tiny Heros
- Titan's Tower
- Trojan Horse

### Autres attractions
- Bumper Cars - Auto-tamponneuses 2006
- Disk'O - Disk'O de Zamperla 2005
- Jumpin' Star - Zamperla 2006
- Lolli Swings - Zamperla
- Poseidon's Rage - 2007
- Robocoaster - Robocoasters de KUKA 2005
- Tea Cups - Tasses de Zamperla 2006